# François de Canson
Pour les articles homonymes, voir Canson.
 (mai 2025).
Motif : Hors critères de notoriété des personnalités politiques (être maire d'une petite ville ne permet pas de dire qu'il est notoire au niveau régional ou national).
- Archive Wikiwix
- Bing
- Cairn
- DuckDuckGo
- E. Universalis
- Gallica
- Google
- G. Books
- G. News
- G. Scholar
- Persée
- Qwant
- (zh) Baidu
- (ru) Yandex
- (wd) trouver des œuvres sur Wikidata

| 1. | Préciser le motif de la pose du bandeau. | Précisez le motif de la pose du bandeau en utilisant la syntaxe suivante : {{admissibilité à vérifier\|date=mai 2025\|motif=remplacez ce texte par le motif}}                           |
| 2. | Informer les utilisateurs concernés.     | Pensez à avertir le créateur de l'article, par exemple, en insérant le code ci-dessous sur sa page de discussion : {{subst:avertissement admissibilité à vérifier\|François de Canson}} |

François Barou de La Lombardière de Canson, dit François de Canson, est un homme politique français et chef d'entreprise.
Il est maire de La Londe-les-Maures depuis mars 2008, président de la communauté de communes Méditerranée Porte des Maures et conseiller régional de PACA depuis 2015.
En 1996, il est condamné à un an avec sursis et 100.000 F d'amende dans l'affaire de la maison de retraite Bellisa,.
Le 6 novembre 2022, à la suite de l'affaire Marc Giraud et de l'inéligibilité de ce dernier, il devient conseiller départemental. Le préfet lui retire le mandat de maire pour non respect du cumul des mandats. Il se représente à l'élection municipale organisée le 8 janvier 2023 et il est réélu maire de La Londe-les-Maures au cours de la séance du conseil municipal du 14.

## Liens Externes
- Ressource relative à la vie publique :   - Haute Autorité pour la transparence de la vie publique